# Komitet Międzynarodowych Standardów Rachunkowości
Komitet Międzynarodowych Standardów Rachunkowości (KMSR, ang. International Accounting Standards Committee – IASC) – założony w 1973 r. przez 16 organizacji zawodowych z dziedziny rachunkowości z 9 krajów (Australia, Kanada, Francja, Niemcy, Japonia, Meksyk, Holandia, Wielka Brytania, Stany Zjednoczone).
1 kwietnia 2001 roku KMSR został zastąpiony przez Radę Międzynarodowych Standardów Rachunkowości (RMSR, ang. International Accounting Standards Board – IASB). Publikowane odtąd standardy określa się jako Międzynarodowe Standardy Sprawozdawczości Finansowej (w skrócie MSSF).
RMSR skupia obecnie 122 organizacje zawodowe z 91 państw, w tym także z Polski (Stowarzyszenie Księgowych w Polsce).

## Cele działania
Główny cel organizacji to ujednolicenie zasad rachunkowości stosowanych przez przedsiębiorstwa i inne organizacje w sprawozdawczości rachunkowej na świecie. Jest on realizowany przez:
- formułowanie i publikację Międzynarodowych Standardów Rachunkowości (a obecnie MSSF), które powinny być przestrzegane przy sporządzaniu i prezentacji sprawozdań finansowych;
- promocję stosowania MSR i MSSF, w celu uzyskania powszechnej akceptacji zawartych w nich zasad
- prace nad doskonaleniem i harmonizacją standardów rachunkowości, procedur i regulacji związanych z przygotowywaniem i publikowaniem sprawozdań finansowych.

## MSR i MSSF
Od momentu powstania Komitet i Rada wydały 41 Międzynarodowych Standardów Rachunkowości oraz 8 Międzynarodowych Standardów Sprawozdawczości Finansowej – ujednoliconych zasad rachunkowości, sprawozdawczości oraz rewizji finansowej. Aktualnie obowiązują:
- MSSF 1 – Zastosowanie MSSF jako podstawy rachunkowości po raz pierwszy
- MSSF 2 – Płatności dokonywane w oparciu o akcje
- MSSF 3 – Połączenie jednostek gospodarczych
- MSSF 4 – Umowy ubezpieczeniowe
- MSSF 5 – Aktywa trwałe przeznaczone do zbycia i zaniechanie działalności
- MSSF 6 – Poszukiwanie i szacowanie złóż surowców mineralnych
- MSSF 7 – Ujawnianie instrumentów finansowych
- MSSF 8 – Segmenty operacyjne
- MSSF 9 – Instrumenty finansowe
- MSR 1 – Prezentacja sprawozdań finansowych,
- MSR 2 – Zapasy,
- MSR 3 – (zastąpiony przez MSR 27 oraz MSR 28),
- MSR 4 – Amortyzacja,
- MSR 5 – (zastąpiony przez MSR 1),
- MSR 6 – (zastąpiony przez MSR 15),
- MSR 7 – Sprawozdanie z przepływu środków pieniężnych,
- MSR 8 – Zasady rachunkowości, zmiany wartości szacunkowych i korygowanie błędów,
- MSR 9 – (zastąpiony przez MSR 38),
- MSR 10 – Zdarzenia warunkowe oraz zdarzenia następujące po dniu bilansowym,
- MSR 11 – Umowy o budowę,
- MSR 12 – Podatek dochodowy,
- MSR 13 – (zastąpiony przez MSR 1),
- MSR 14 – Sprawozdawczość dotycząca segmentów działalności,
- MSR 15 – (nie jest obowiązkowy),
- MSR 16 – Rzeczowy majątek trwały,
- MSR 17 – Leasing,
- MSR 18 – Przychody,
- MSR 19 – Świadczenia pracownicze,
- MSR 20 – Dotacje państwowe oraz ujawnianie informacji na temat pomocy państwa,
- MSR 21 – Skutki zmian kursów wymiany walut obcych,
- MSR 22 – (zastąpiony przez MSSF 3),
- MSR 23 – Koszty finansowania zewnętrznego,
- MSR 24 – Informacje ujawnione na temat podmiotów powiązanych,
- MSR 25 – (zastąpiony przez MSR 39 i MSR 40),
- MSR 26 – Rachunkowość i sprawozdawczość programów świadczeń emerytalnych,
- MSR 27 – Skonsolidowane sprawozdania finansowe i inwestycje w jednostkach zależnych,
- MSR 28 – Inwestycje w jednostkach stowarzyszonych,
- MSR 29 – Sprawozdawczość finansowa w warunkach hiperinflacji,
- MSR 30 – (zmodyfikowany przez MSR 39, a następnie zastąpiony przez MSSF 7),
- MSR 31 – Sprawozdawczość finansowa dotycząca udziałów we wspólnych przedsięwzięciach,
- MSR 32 – Instrumenty finansowe: ujawnianie i prezentacja,
- MSR 33 – Zysk przypadający na jedną akcję,
- MSR 34 – Śródroczna sprawozdawczość finansowa,
- MSR 35 – (zastąpiony przez MSSF 5),
- MSR 36 – Utrata wartości aktywów,
- MSR 37 – Rezerwy, zobowiązania warunkowe i aktywa warunkowe,
- MSR 38 – Wartości niematerialne,
- MSR 39 – Instrumenty finansowe – ujawnianie i wycena,
- MSR 40 – Nieruchomości inwestycyjne,
- MSR 41 – Rolnictwo.